# Soha Gábor
Soha Gábor (Budapest, 1939. augusztus 27. – 2018. szeptember 5.) magyar földmérő mérnök, címzetes egyetemi docens.

## Élete
A gimnáziumi érettségit követően vették fel a Miskolci Nehézipari Egyetem Földmérő mérnöki Karára. A IV. évfolyamtól honvédelmi ösztöndíjas, ezzel indult katonai-térképészeti irányultsága. 1963-ban az Építői-ipari és Közlekedési Műszaki Egyetem mérnök karán szerzi meg a földmérő mérnöki oklevelet. Posztgraduális képzése a BEME, ZMKA és EVK tanfolyamain történt.
Mérnök tisztként kerül az MN Térképészeti Intézetbe, ahol először terepi geodétaként az iránypont-létesítés és a IV. r. háromszögelés munkálataiban dolgozik, majd a szakterületi tudományos munka területein tölt be beosztásokat az új eszközök és új módszerek megismerése és bevezetése érdekében. (rádiótávmérő, pörgettyűs teodolit, navigációs jármű, korszerű számítástechnika alkalmazása, kezelési utasítások fordítása). Itt alakul ki a kutatás és képzés iránti érdeklődése, miközben folyamatosan bekerül a vezető-szervező munkába.
1981-ben szerzett egyetemi doktorátust felsőgeodéziából. A címzetese főiskolai docens címet a KLKF-től kapta oktatómunkájának elismeréseként. Több éven keresztül vezette az MFTT geodéziai szakosztályát. A társaság szaklapjában több ízben publikált.
Egyik sajátos feladatköre volt a társszervekkel való együttműködés, többek között a műholdtechnika geodéziai és navigációs alkalmazása területén. Ennek egyik kutatóállomásán került 1983-ban "tudományos kutató főmérnök" beosztásba. A GPS mérések magassági illesztéséről OTKA pályázat "team" tagjaként számolt be az MTA Felolvasó termében. A magyar geodéziai alapok korszerűsítéséhez 1993-ban készített szakértői tanulmányt.
A hiperbolikus függvények alkalmazására épülő szabatos vetületi átszámítási módszert Csepregi Szabolccsal egyidőben fedezte fel az 1980-as évek közepén és erről közös cikkük jelent meg a Geodézia és Kartográfia szakfolyóiratban.
Beosztásaiban egyre szorgosabban bekapcsolódott a térképezés korszerű digitális eljárásainak döntés-előkészítő megvitatásába. A Térképész Szolgálatfőnökségre kerülve: külföldi tanulmányutakon is tájékozódási lehetőséget kapott a korszerű irányok és lehetőségek megismerésére. 1991-től – az MN térképész szolgálatfőnökként – tevőlegesen hozzájárult a technológiai váltások megkezdéséhez. Ebben a beosztásban az MTA szakterületi tudományos bizottságának is tagja volt. Nyugállományba vonulása után a ZMNE-n oktatott, és írt egyetemi jegyzeteket. 
Rendszeresen adott elő a geodéziáról különböző helyeken. Például Kozmikus Geodéziai Obszervatórium (KGO), Tea, Magyar Földmérési, Térképészeti és Távérzékelési Társaság (MFTTT) 
Az Egyetem Szenátusa aranydiploma adományozásával ismerte el értékes mérnöki tevékenységét.

## Publikációk
- Soha Gábor: A magyar geodéziai felsőrendű alaphálózat jövőbeli fejlesztésének és fenntartásának kérdései, különös tekintettel a GPS-módszer térhódítására. Geodézia és kartográfia, 1993. (45. évf.) 3. sz. 158-163. old.
- Mihály Szabolcs – Ódor Károly – Soha Gábor – Alabér László: A hazai földmérés és térképészet helyzetelemzése. Geodézia és kartográfia, 1992. (44. évf.) 1. sz. 6-15. old.
- Mihály Szabolcs – Ódor Károly – Soha Gábor – Alabér László: A magyar földmérés és térképészet helyzete és feladatai. Magyar tudomány, 1992. (37. (99.) köt.) 8. sz. 976-982. old.
- Soha Gábor: Robusztus kiegyenlítés mérési javítástól függő súlyozással. Geodézia és kartográfia, 1986. (38. évf.) 4. sz. 267-271. old.
- Soha Gábor: Kétdimenziós, geodéziai transzformációs modell. Geodézia és kartográfia, 1985. (37. évf.) 5. sz. 334-337. old.
- Soha Gábor: Geodéziai feladatok megoldása az ellipszoid izometrikus koordináta-rendszerében. Geodézia és kartográfia, 1984. (36. évf.) 4. sz. 239-243. old.
- Csepregi Szabolcs – Soha Gábor: Szabatos vetületi számítások. Geodézia és kartográfia, 1983. (35. évf.) 4. sz. 247-257. old.